# Mora (Washington)
Mora az Amerikai Egyesült Államok északnyugati részén, Washington állam Clallam megyéjében elhelyezkedő kísértetváros.
Boston postahivatalát 1891-ben alapították, azonban a Massachusetts állambeli Bostonnal való összekeverhetőség miatt a település felvette a svéd Mora nevét, amely az egyik postai vezető szülővárosa volt. Az új posta 1900-tól 1942-ig működött.

## Fordítás
- Ez a szócikk részben vagy egészben  a   Mora, Washington című angol Wikipédia-szócikk ezen változatának fordításán alapul.  Az eredeti cikk szerkesztőit annak laptörténete sorolja fel. Ez a jelzés csupán a megfogalmazás eredetét és a szerzői jogokat jelzi, nem szolgál a cikkben szereplő információk forrásmegjelöléseként.